# Centaurea demirizii
Centaurea demirizii — вид квіткових рослин айстрових (Asteraceae). Ендемік Туреччини (східна Анатолія).

## Морфологічна характеристика
Багаторічна рослина 10–15 см. Листки розріджено запушені, вузьколанцетні, цілокраї, нижні листки черешкові. Квітки жовті. Квітне влітку.

## Середовище
Населяє степи.